# Нишивцы
Нишивцы (укр. Нишівці) — село на Украине, находится в Мурованокуриловецком районе Винницкой области.
Код КОАТУУ — 0522886202. Население по переписи 2001 года составляет 473 человека. Почтовый индекс — 23426. Телефонный код — 4356.
Занимает площадь 2,063 км².

## Религия
В селе действует храм Рождества Пресвятой Богородицы Мурованокуриловецкого благочиния Могилёв-Подольской епархии Украинской православной церкви.

## Адрес местного совета
23425, Винницкая область, Мурованокуриловецкий р-н, с. Ровное, ул. Ленина, 6